# Rox et Rouky 2
Série
Rox et Rouky
(1981)
Pour plus de détails, voir Fiche technique et Distribution.
Rox et Rouky 2 (The Fox and the Hound 2) est le 103e long-métrage d'animation des studios Disney, sorti directement en DVD en 2006. Il prend place dans l'univers du film Rox et Rouky (1981) sans en constituer une suite puisque le film développe une nouvelle histoire lors de la jeunesse de Rox et Rouky.

## Synopsis
Rox et Rouky s’entendent toujours comme larrons en foire, mais leur amitié sincère est mise à l’épreuve quand Rouky se met à rêver de gloire avec un groupe de chiens hurleurs un peu dingues.

## Fiche technique
- Titre original : The Fox and the Hound 2
- Titre français : Rox et Rouky 2
- Réalisation : Jim Kammerud
- Scénario : Rich Burns et Roger S.H. Schulman
- Direction artistique : Laura Beth Albright et Fred Warter
- Musique : Joel McNeely
- Montage : Ron Price
- Producteur délégué : Ferrell Barron
- Production : Walt Disney Pictures, DisneyToon Studios
- Distribution : Buena Vista Home Entertainment
- Format : Couleurs - 1,78:1 - Dolby Digital
- Durée : 69 minutes
- Dates de sortie :
  - États-Unis : 12 décembre 2006[2]
  - France : 4 avril 2007

## Distribution

### Voix originales
- Jonah Bobo : Tod (Rox)
- Harrison Fahn : Copper (Rouky)
- Reba McEntire : Dixie
- Patrick Swayze : Cash
- Joshua Gracin : Cash (chant)
- Jeff Foxworthy : Lyle
- Vicki Lawrence : Granny Rose (Mamie Rose)
- Ian McShane : Amos Slade
- Rob Paulsen : Chief
- Jim Cummings : Waylon / Floyd
- Kath Soucie : Zelda
- Stephen Root : Talent Scout
- Hannah Farr : Olivia Farmer

### Voix françaises
- Gwenvin Sommier : Rox
- Lewis Weill : Rouky
  - Claire Bouanich : Rouky (chant)[3]
- Annie Milon : Dixie
  - Mimi Félixine : Dixie (chant)[3]
- Emmanuel Jacomy : Cash
  - Olivier Constantin : Cash (chant)[3]
- Guillaume Lebon : Lyle
- Évelyne Grandjean : Mamie Rose
- Laurence Badie : Zelda
- Michel Modo : Amos Slade
- Jean-Claude Donda : Chef
- Jean-François Kopf : Bickerstaff
- Claude Chantal : Veuve Tartine
- Michel Costa : Floyd
- Camille Timmerman : Olivia Farmer
- Pascal Lafarge : Soliste homme
- Marielle Hervé : Soliste femme
- Xavier Fagnon, Sylvie N'Doumbé, Karine Costa, Jocelyne Lacaille, Brigitte Virtudes, Gilles Morvan, Laurence Karsenty : voix additionnelles

## Chansons du film
- Amis pour la vie (Friends for Life) - Soliste homme
- On est en harmonie (We're in Harmony) - Groupe des chiens
- On est des champions (Hound Dude) - Cash
- Sois gentil et tais-toi (Good Doggy, No Bone!) - Dixie
- Au bout du monde (Blue Beyond) - Soliste femme
- On va ensemble (We Go Together) - Cash
- On est en harmonie  (Finale) - Groupe des chiens
- You Know I Will (Générique de fin) - Lucas Grabeel

## Personnages
- Rox : renardeau appartenant à la Veuve Tartine. Ami de Rouky.
- Rouky : chiot de Amos Slade. Alors qu'il n'est pas très doué pour la chasse, il se découvre un talent de chanteur. Ami de Rox.
- Cash : leader de la troupe des "Chanteurs Errants". Amoureux de Dixie. Ne cherche que la gloire
- Dixie : diva du groupe, elle démissionne à la suite d'un conflit avec Cash.
- Mamie Rose : doyenne du groupe
- Waylon et Floyd : chiens jumeaux, les "cerveaux" du groupe, bien qu'ils ne soient pas doté d'une grande intelligence.
- Veuve Tartine : propriétaire de Rox, se dispute souvent avec Amos Slade.
- Amos Slade : chasseur, propriétaire de Rouky et Chef
- Chef : chien de chasse d'Amos, il a remporté le 4e prix à la foire. Tente de chasser Rox, en vain
- Zelda : chatte assistante de Dixie. Elle aurait rencontré Thomas O'Malley des Aristochats.
- Mr Bickerstaff : Dénicheur de talent à la foire.
- Olivia Farmeur : Jeune scout, qui devient (une mauvaise) guide de Mr Bickerstaff, afin de battre le record de médailles d'une de ses camarades.
- Lyle : joueur de Bonjo, gérant de sa troupe des Chanteurs Errants
- Abigael : vache de la Veuve Tartine
- Le criquet : fil rouge du film, elle aime se faire poursuivre par Rox et Rouky

## Titre en différentes langues
- Allemand : Cap und Capper 2 - Hier spielt die Musik
- Arabe : الثعلب والكلب 2 (Āl-ṯaʿlab w āl-kalb 2)
- Bulgare : Лисицата и хрътката 2 (Lisicata i hrătkata 2)
- Chinois : 狐狸與獵狗2 (Húli yǔ Liègǒu2) ( « Le Renard et le Chien de chasse 2 »)
- Coréen : 토드와 코퍼 2 (Todeu wa Kopeo 2 : « Tod et Copper 2 »)
- Danois : Mads og Mikkel 2
- Espagnol : Tod y Toby 2 (Espagne) / El zorro y el sabueso 2 (Amérique latine)
- Espéranto : La Vulpo kaj la Ĉashundo 2
- Estonien : Vips ja Sulli 2
- Finnois : Topi ja Tessu 2
- Gallois : Y Cadno a'r Helgi 2 ( « Le Renard et le Chien de chasse 2 »)
- Géorgien: მელა და ძაღლი 2 ( « Le Renard et le Chien 2 »)
- Grec : Η αλεπού και το λαγωνικό 2 (I alepú ke to lagonikó 2)
- Hébreu : השועל והכלבלב 2
- Hongrois :  A róka és a kutya 2 ( « Le Renard et le Chien 2 »)
- Italien : Red e Toby - Nemiciamici 2
- Japonais : きつねと猟犬2  (Kitsune to Ryōken 2 : « Le Renard et le Chien de chasse 2 ») / トッドとコッパーの大冒険  (Toddo to Koppā no dai Bōken : « La Grande Aventure de Tod et Copper »)
- Néerlandais : Frank en Frey 2
- Norvégien : To gode venner 2 ( « Deux bons amis 2 »)
- Polonais : Lis i Pies 2 ( « Le Renard et le Chien 2 »)
- Portugais : Papuça e Dentuça 2 (Portugal) / O Cão e a Raposa 2 ( « Le Chien et le Renard 2 ») (Brésil)
- Russe : Лис и пёс 2 (Lis i pios 2)
- Suédois : Micke och Molle 2
- Tchèque : Liška a pes 2 ( « Le Renard et le Chien 2 »)
- Thaï : เพื่อนแท้ในป่าใหญ่ 2
- Turc : Tilki ve Avcı Köpeğii 2 ( « Le Renard et le Chien de chasse 2 »)